# Jung Chae-yeon

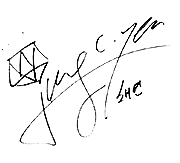
Jung Chae-yeons Autogramm

Jung Chae-yeon (* 1. Dezember 1997 in Suncheon, Südkorea) ist eine südkoreanische Popsängerin und Schauspielerin. Sie ist Mitglied der Girlgroup DIA und war nach ihrer Teilnahme an der Castingshow Produce 101 von 2016 bis 2017 Mitglied der temporären Gruppe I.O.I.

## Leben
Von 2013 bis 2016 besuchte Jung die School of Performing Arts Seoul (서울공연예술고등학교), eine Oberschule für darstellende Künste. Noch während dieser Zeit gab sie ihr Debüt als Sängerin als Teil der von MBK Entertainment gegründeten Girlgroup DIA durch ihre Veröffentlichung des Albums Do It Amazing am 14. September 2015.
Bereits kurz danach nahm Jung eine Auszeit von ihrer Gruppe, um an der Castingshow Produce 101 teilzunehmen. Als letztlich siebtplatzierte in der Sendung wurde sie Mitglied der temporären Girlgroup I.O.I. Die erste EP der Gruppe, Chrysalis, erschien im Mai 2016. Im September 2016 wurde DIAs zweite EP Spell veröffentlicht, wofür Jung zurückkehrte und in beiden Gruppen parallel aktiv war. Außerdem lief im September die tvN-Serie Drinking Solo an, in der Jung eine Nebenrolle hatte. Zusätzlich trat sie im gleichen Monat in der Tanzshow Hit the Stage gemeinsam mit ihrer DIA-Gruppenkollegin Eun-jin und in der Variety-Show Go Go Mr. Paik! auf. Aufgrund der täglichen Musiksendungen in Südkorea und der zuvor genannten Auftritte witzelte ein Journalist von Ilgan Sports, Fernsehzuschauer könnten Jungs Gesicht jeden Tag sehen. Da im Oktober 2016 die neue EP von I.O.I mit der Single Very Very Very (너무너무너무 Neomu Neomu Neomu) erschien, führte das dazu, dass Jung an einem Abend in der Musikshow Music Bank gleich zweimal auftrat mit ihren beiden Gruppen.
2017 spielte sie die jüngere Jung-won in der Fernsehserie Reunited Worlds. Seit dem 18. Februar 2018 ist sie Moderatorin der Musiksendung Inkigayo von SBS. Im gleichen Monat wurde Jungs Spielfilmdebüt in Live Again, Love Again von Regisseur Han Sang-hee veröffentlicht. Im Juli 2018 war sie in ihrer ersten Fernsehhauptrolle in der zweiteiligen Miniserie To.Jennie zu sehen. Außerdem spielt sie 2019 die Hauptrolle in dem Netflix-Original-Serie Meine allererste Liebe (첫사랑은 처음이라서, My First First Love).

## Filmografie

### Film
- 2018: Live Again, Love Again (라라 Rara/Lala)

### Fernseh- und Webserien
- 2015: Sweet Temptation (달콤한 유혹 Dalkomhan Yuhok)
- 2016: Drinking Solo (혼술남녀 Honsulnamnyeo)
- 2017: 109 Strange Things (109 별일 다 있네 109 Byeoril Da Itne)
- 2017: Reunited Worlds (다시 만난 세계 Dasi Mannan Segye)
- 2017: I AM (아이엠)
- 2018: Marry Me Now (같이 살래요 Gachi Sallaeyo)
- 2018: To. Jenny (투 제니)
- 2019: Meine allererste Liebe (첫사랑은 처음이라서 Cheotsarangeun Cheoeumiraseo)
- 2022: Der goldene Löffel (금수저 Geumsujeo)

## Auszeichnung
Asia Artist Awards
- 2017: Beste Neue Darstellerin in der Kategorie Fernsehen für Reunited Worlds[10]